# Johannes Hermanus Josephus Eenhuis
Johannes Hermanus Josephus Eenhuis (Albergen, 8 februari 1910 – Enschede, 3 augustus 1971) was burgemeester van de gemeente Haaksbergen.
Na zijn rechtenstudie te hebben voltooid, was hij werkzaam bij de politieadministratie in Almelo. Begin 1941 werd hij ambtenaar ter secretarie van de gemeente Wierden en maakte in juli 1944  een overstap naar de gemeente Deventer waar hij ging werken op de afdeling algemene zaken. In juli 1945 werd Eenhuis benoemd tot waarnemend burgemeester van  Haaksbergen en in februari 1946 werd hij daar benoemd tot burgemeester. Tijdens dat burgemeesterschap overleed hij in 1971 op 61-jarige leeftijd in Ziekenhuis Ziekenzorg in Enschede.